# Network Control Protocol
Network Control Program (NCP) — сетевой протокол, который был первым стандартом сетевого протокола в ARPANET. Выполнял функции современного протокола TCP (транспортный уровень). NCP был завершён и представлен в декабре 1970 года рабочей группой Network Working Group (NWG), возглавлявшейся  Стивом Крокером, также изобретателем «Запроса комментариев» Request For Comments.
NCP стандартизировал сетевой интерфейс ARPANET, делая его проще для определения, позволяя всё большему количеству сайтов DARPA (Агентство по перспективным оборонным научно-исследовательским разработкам США) присоединяться к сети.
К концу 1971 было 15 сайтов, использующих NCP в молодом Internet:
- Bolt Beranek and Newman
- Carnegie Mellon University
- Case Western Reserve University
- Harvard University
- Lincoln Laboratories
- Массачусетский технологический институт
- NASA at AMES
- RAND Corporation
- Stanford Research Institute
- Stanford University
- System Development Corporation
- University of California at Los Angeles
- University of California of Santa Barbara
- University of Illinois at Urbana
- University of UTAH

Роберт Кан и Винтон Серф позднее опирались на NCP, разрабатывая стандарт TCP/IP — сетевого протокола, который используется в Internet и сегодня.